# Pourtalosmilia conferta
Pourtalosmilia conferta is een rifkoralensoort uit de familie van de Caryophylliidae. De wetenschappelijke naam van de soort is voor het eerst geldig gepubliceerd in 1978 door Cairns.